# Église de la Cité Mellègue
L'église de la Cité Mellègue, située dans la ville de Nebeur en Tunisie, est une église catholique construite en 1951 pendant le protectorat français, à l'occasion de la construction du barrage Mellègue. Cédée au gouvernement tunisien, elle abrite désormais une mosquée.

## Historique de l'église
La construction de l'église est liée directement au lancement du chantier de construction du barrage sur l'oued Mellègue. Une cité est construite à proximité pour y loger les cadres et les ouvriers européens. L'église la plus proche étant située au Kef, à quarante kilomètres de là, l'entreprise Chaufour-Dumez responsable du chantier bâtit un édifice religieux au milieu de la cité européenne.
L'église achevée est bénie par l'archevêque de Carthage, Mgr Maurice Perrin, le 22 octobre 1951 en présence des ingénieurs en chef des travaux publics. À l'exception du contrôleur civil du Kef, aucune personnalité officielle n'est conviée à la cérémonie.
Comme pour l'église de Bir Mcherga, l'architecte s'est inspiré de l'habitat tunisien en habillant la totalité de la façade principale de claustras de forme carrée. Le clocher, situé à l'angle de l'édifice, est orné de la même manière en partie haute.

## Bâtiment après l'indépendance
L'église étant propriété privée de l'entreprise constructrice, elle est rétrocédée au gouvernement tunisien en même temps que le barrage et les zones d'habitations. C'est pourquoi elle n'est pas mentionnée dans le modus vivendi signé entre le gouvernement tunisien et le Vatican le 10 juillet 1964 afin de régler le sort des églises catholiques de Tunisie.
Après avoir été abandonnée pendant plusieurs années, elle abrite désormais une mosquée.

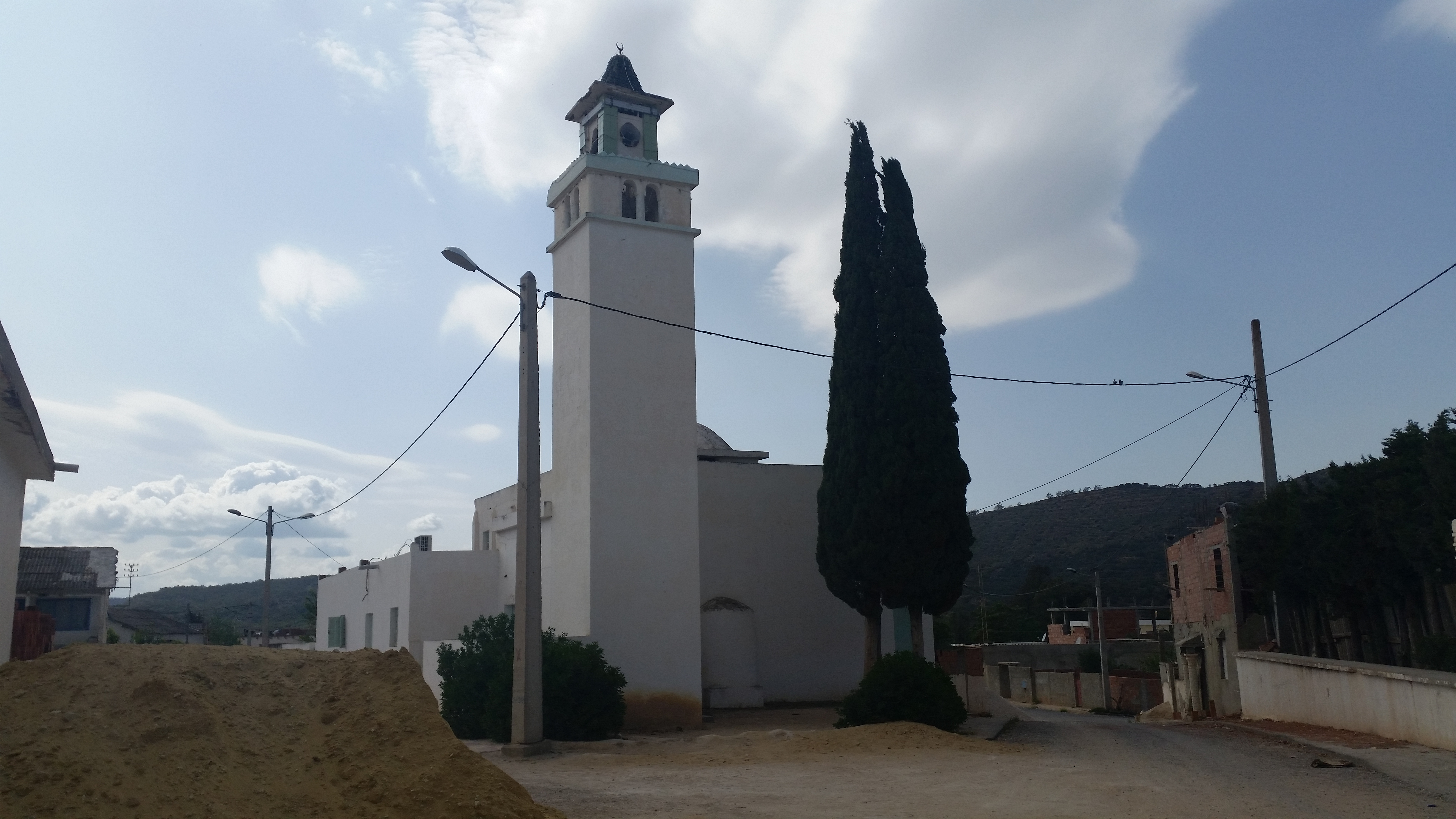
Vue générale côté est.
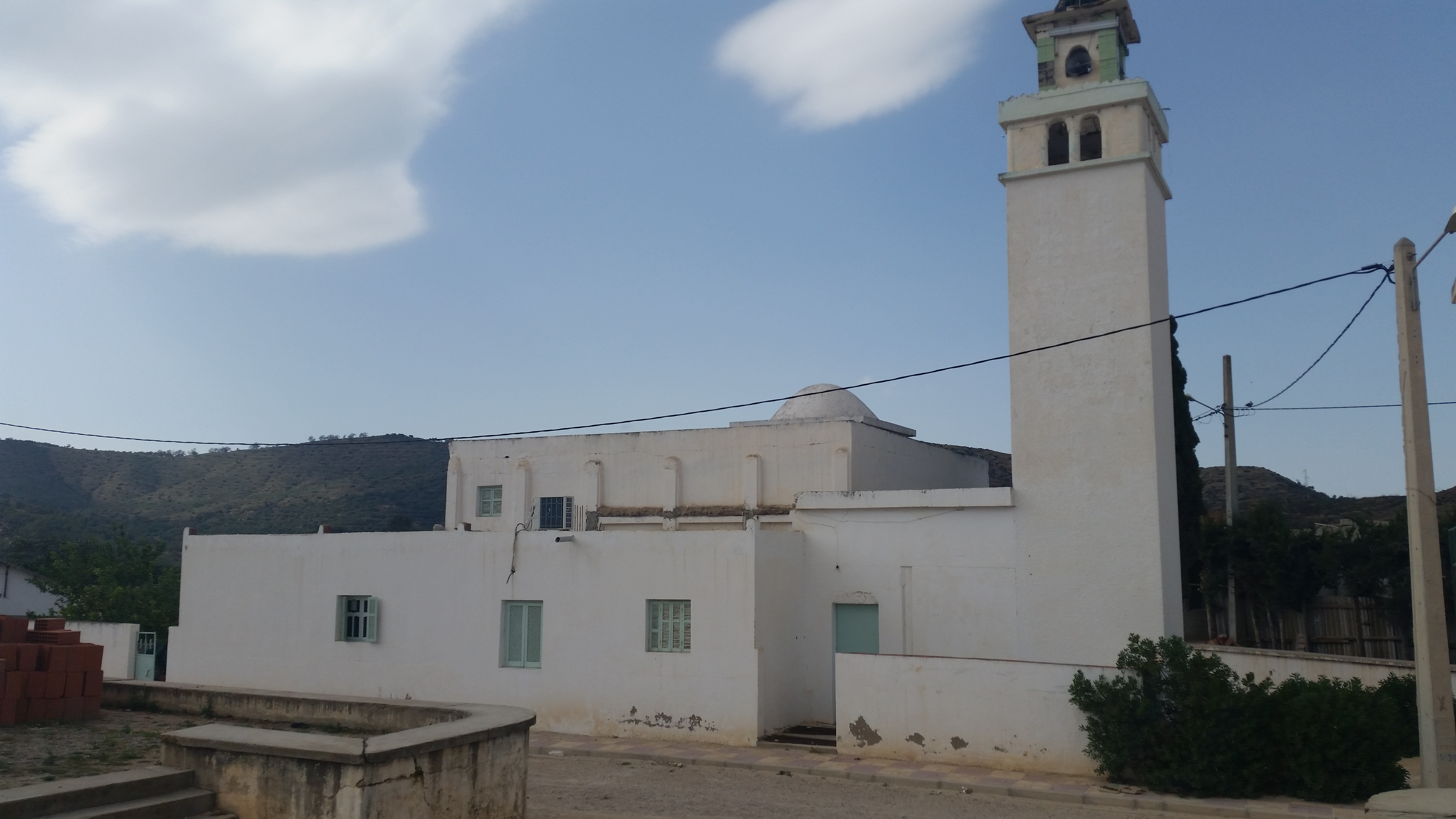
Façade sud.
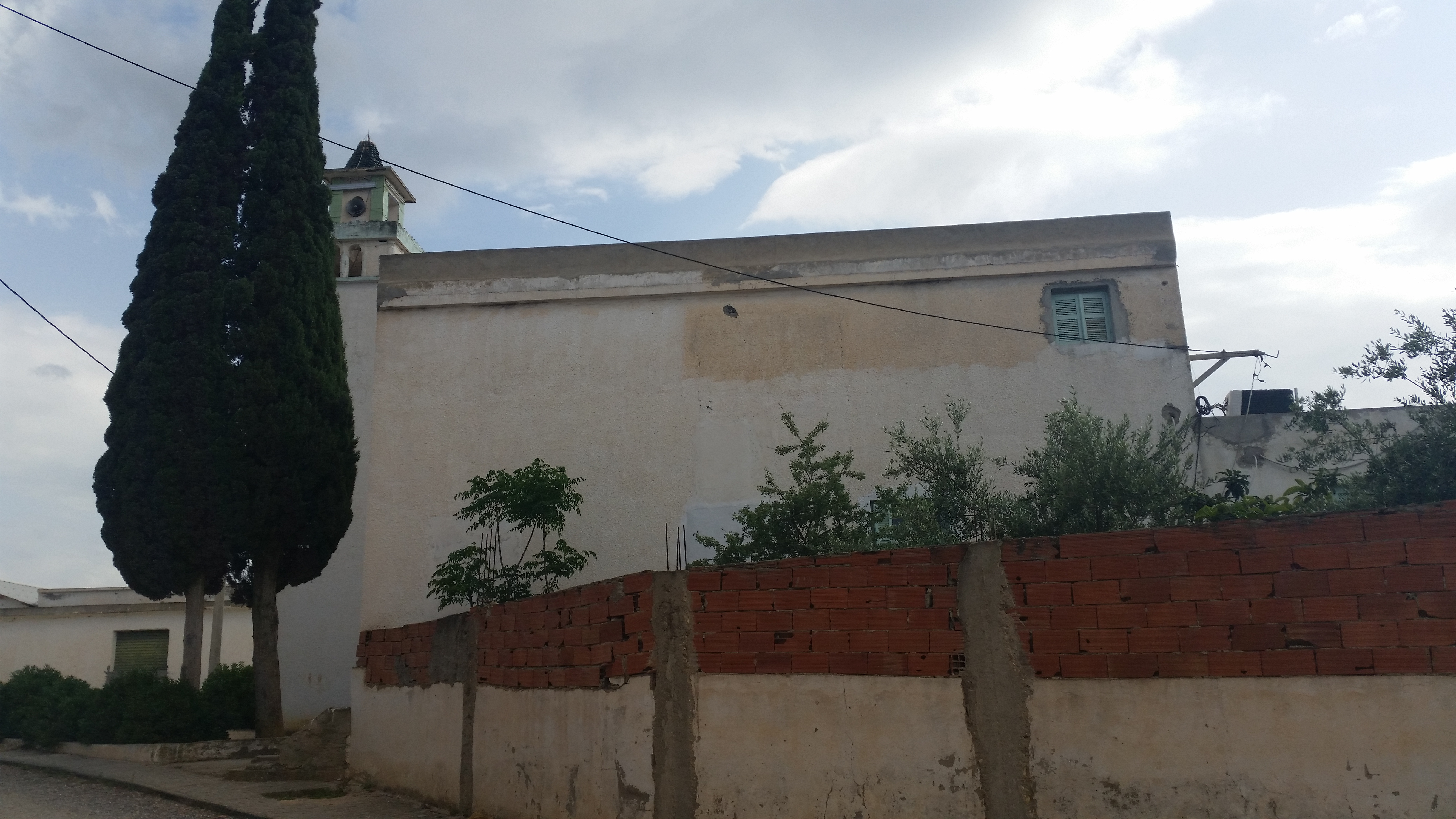
Façade nord.